# Фаготерапия
Фаготерапия — лечение бактериальных инфекций с использованием вирусов, заражающих бактерий, или бактериофагов.
Существуют два основных направления фаготерапии. Первое основано на применении стандартных препаратов, в рамках второго вирусы подбираются для лечения каждого конкретного пациента индивидуально. В любом случае фаговая терапия назначается только после проведения лабораторного анализа на чувствительность к бактериофагам и установления высокой литической активности бактериофагов в отношении инфекционных штаммов бактерий. Нишей фаготерапии является лечение заболеваний, обусловленных бактериями со множественной лекарственной устойчивостью. При этом спектр состояний, при которых применима фаготерапия, может быть ограничен раневыми инфекциями, урогенитальными инфекциями, инфекциями ЖКТ, глазными инфекциями и инфекциями уха, горла и носа.

## История
История фаговой терапии начинается в 1919 году, когда один из первооткрывателей вирусов бактерий, Феликс д’Эрелль, использовал фаговый препарат для борьбы с куриной холерой. Тогда же в парижском госпитале Неккер было успешно проведено лечение дизентерии у ребёнка. В 1920—1930-х годах в Европе и США было широко налажено производство фаговых препаратов, однако появление на рынке сульфаниламидов и антибиотиков, а также противоречивые данные исследований тех лет в отношении эффективности терапевтических средств на основе бактериофагов послужили причиной практически полного прекращения их использования. Исключением на этом фоне являлись Советский Союз, включая бывшую Советскую Грузию, где в 1923 году был основан специализированный институт, посвящённый исследованиям бактериофагов, и Польша. В годы Советско-финляндской войны М. П. Покровская с соавторами обосновала целесообразность приготовления индивидуальных фаговых препаратов. Повсеместный возврат к идее фаговой терапии начался в 1980-х годах с появлением в англоязычной литературе результатов изучения её эффективности на животных. В 2000-х годах фаготерапия рассматривалась в основном как крайнее средство для борьбы с полирезистентными бактериями. В 2020-х годах наблюдается рост интереса к фагам как к дополнению для антибиотикотерапии.

## Особенности бактериофагов как противомикробных средств
В литературе можно найти утверждение, что фаговые препараты не вызывают побочных явлений. Однако существует список примеров таких явлений. Среди возможных причин их возникновения называют высвобождение эндотоксинов в ходе лизиса бактерий, использование неочищенных фаголизатов и прямое взаимодействие фага с иммунной системой макроорганизма. В то же время, количество эндотоксинов, высвобождаемых вследствие действия антибиотиков, так же иногда имеет клиническое значение. При внутривенном введении частота возникновения побочных эффектов зависит от дозы препарата.
Диапазон действия большинства бактериофагов ограничивается штаммами одного вида бактерий, причём это действие никогда не распространяется на все генетические варианты инфекционного агента. С одной стороны, это позволяет сохранить нормальные компоненты микробиоты человеческого организма. С другой стороны, это обусловливает обязательность проведения лабораторных анализов на чувствительность при назначении лечения, а также подразумевает постоянную доработку состава фаговых препаратов исходя из актуальных данных по циркулирующим на той или иной территории штаммам возбудителей. По некоторым оценкам, литические бактериофаги отдельных семейств в среднем проявляют активность в отношении 18—70 % штаммов бактерий одного вида. В то время как бактериофаги, инфицирующие Staphylococcus aureus, в среднем лизируют 73 % штаммов, фаги Acinetobacter baumannii активны в отношении только 4 % бактерий, что может указывать на неравнозначную применимость фаготерапии при заболеваниях различной этиологии. Стандартный путь решения проблемы узкой специфичности состоит в приготовлении смесей разных фагов, «коктейлей». Коктейль может обладать активностью в отношении одного вида бактерий, — «моновалентный бактериофаг», или нескольких, — «поливалентный». Вследствие того, что состав зарегистрированных лекарственных препаратов на основе бактериофагов подлежит корректировке при выпуске каждой новой партии, для лабораторного анализа на чувствительность и лечения необходимо использовать фаги одной и той же серии.
Фаговые препараты являются иммуногенными. Во всех случаях у пациентов через две или три недели после окончания фаготерапии в значимых титрах образуются штамм-специфичные антитела, что приводит к инактивации фагов. Поэтому при назначении повторных курсов необходима замена фаговых препаратов. Бактериофаги взаимодействуют с системой врождённого иммунитета через фагоцитоз и цитокиновые ответы, а также влияют на адаптивный иммунитет, воздействуя на выработку антител и активацию клеток-эффекторов.
При низкой концентрации фаговых частиц в среде и малом количестве чувствительных бактерий характерное время адсорбции фага может превышать время, необходимое для деления бактерий, и всегда существует некоторая пороговая концентрация бактерий, необходимая для поддержания фаговой популяции. Эффективное применение бактериофагов для контроля бактериального роста подразумевает либо наличие достаточного числа чувствительных бактерий, либо высокий титр вирусных частиц в используемом препарате. В частности, наличие в терапевтическом коктейле малой примеси фага, способного вызвать лизис этиологического агента, не гарантирует эффективности препарата.
Изменчивость бактериофагов, в свою очередь, позволяет в лабораторных условиях получать вирусы с расширенным диапазоном действия. Адаптация к бактериям происходит в основном за счёт рекомбинации геномов нескольких вирусов, одновременно культивируемых на целевом штамме. При развитии фагорезистентности в ходе терапии предложено из биоматериала пациентов выделять варианты фагов, преодолевшие бактериальную устойчивость, и использовать их для продолжения лечения.
Вирулентные бактериофаги различаются по значимым для практики свойствам, включая диапазон действия, продолжительность цикла репликации и выход фаговых частиц на одну бактериальную клетку. Некоторые бактериофаги несут гены ферментов, разрушающих биоплёнки. Также известны медицинские бактериофаги, плохо проникающие через внеклеточный матрикс биоплёнок. В серии случаев успешного применения фаговой «терапии сострадания» при костно-суставных инфекциях, вызванных в основном биоплёнкообразующим Staphylococcus aureus, лечение предварялось санацией очагов инфекции.

## Требования к бактериофагам
В России в медицинских целях используют исключительно литические бактериофаги, не обладающие возможностями реализации лизогенного цикла. Объясняется это в том числе тем, что умеренные бактериофаги могут способствовать горизонтальному переносу генов путём трансдукции или лизогенной конверсии. Также, некоторые профаги содержат гены токсинов, определяющих патогенность Clostridium botulinum, Corynebacterium diphtheriae и Vibrio cholerae. Случаи, когда профаги придают своим хозяевам дополнительные патогенные свойства, описаны для бактерий Escherichia coli, Proteus mirabilis, Proteus vulgaris, Pseudomonas aeruginosa, Salmonella Typhimurium, Staphylococcus aureus и Staphylococcus pyogenes. Предписывается использовать бактериофаги природного происхождения. В ряде стран требования к терапевтическим бактериофагам отличаются от российских. Например, поскольку умеренные бактериофаги могут проявлять литическую активность в отношении определённых штаммов бактерий, израильские специалисты не исключают их из работы и тестируют наравне с литическими. При этом контроль отсутствия опасных генов проводится методом полногеномного секвенирования. Европейская фармакопея допускает применение умеренных бактериофагов при надлежащем обосновании и наличии разрешения и не налагает ограничений на использование генетически модифицированных фагов.
Терапевтические бактериофаги классифицируются как биотехнологические лекарственные препараты. Принципы производства, требования по качеству, к проведению доклинических и клинических исследований для существующих и разрабатываемых препаратов бактериофагов изложены в «Правилах проведения исследований биологических лекарственных средств Евразийского экономического союза». Наиболее важные требования к фаговым препаратам заключаются в том, что (1) все используемые вирусы должны быть изучены методами высокопроизводительного секвенирования, (2) в досье на препарат включают данные, касающиеся штамма бактерии, на котором проводится культивирование бактериофага на производстве, (3) необходима очистка лизатов бактерий от продуктов их жизнедеятельности, эндо- и экзотоксинов и клеточного дебриса с использованием подходящих методов, таких как ультрафильтрация или аффинная хроматография. Испытаниям подлежат препараты и фармацевтические субстанции, произведённые с соблюдением требований надлежащей производственной практики. При наличии инфекции, обусловленной возбудителем с множественной лекарственной устойчивостью, возможно применение «терапии милосердия» экспериментальными препаратами. Правовым основанием выступает статья 37 Хельсинкской декларации и контроль качества осуществляется по фармакопейным методикам.

## Комбинация с антибиотиками
При сочетанном применении фагов и антибиотиков можно наблюдать взаимное усиление действия, аддитивные эффекты и антагонизм. В некоторых случаях характер взаимодействия можно предсказать исходя из класса антибиотика и специфичности рецептор-связывающих белков, независимо от таксономической принадлежности бактериофага. Отдельные центры фаготерапии оценивают тип сочетанного действия при проведении рутинных тестов фаговой активности.
Существует мнение, что кросс-резистентность к фагам и антибиотикам исключена вследствие того, что бактериофаги проникают в бактериальную клетку и разрушают её по механизмам, отличным от механизмов действия антибиотиков. В то же время, один из наиболее известных механизмов возникновения бактериальной резистентности к бактериофагам связан с потерей поверхностных структур, отвечающих за прикрепление вируса. Если эти структуры также необходимы для работы антибиотика, то бактериофаг будет стимулировать развитие антибиотикорезистентности. Такое развитие событий описано, например, для Klebsiella pneumoniae, бактериофагов, использующих в качестве рецепторов порины, и β-лактамов, устойчивость к которым возникает из-за потери поринов. Во избежание этого рекомендуется использовать такие сочетания антибиотиков и бактериофагов, при которых проникновение в клетку или размножение вируса не зависит от подавляемой антибиотиком клеточной системы.

## Приобретённая устойчивость
В ходе лечения фаговыми препаратами в большей части задокументированных случаев в остаточной популяции бактерий наблюдалось если не полное, то по крайней мере частичное замещение фагорезистентными формами, причём для развития устойчивости может быть достаточно двух дней применения препарата. Поэтому по ходу лечения имеет смысл проводить мониторинг чувствительности с целью своевременной частичной или полной замены терапевтических фагов. В качестве меры по борьбе с резистентностью также рассматривается адаптация фагов к устойчивым штаммам в лабораторных условиях.
Устойчивые бактерии становятся менее опасными, если компоненты клеточной оболочки, так называемые «фаговые рецепторы», распознаваемые вирусами, являются также факторами патогенности. Список примеров таких рецепторов включает в себя компоненты капсул, мембранные насосы и структуры, отвечающие за адгезию. Устойчивые к бактериофагам микроорганизмы могут характеризоваться пониженной скоростью роста и значительно сокращённой продолжительностью жизни. Иногда приобретённая фагорезистентность сопровождается повышенной чувствительностью к антибиотикам. Это рассматривается как основание для выбора в пользу более длительных курсов фаготерапии, которые следует продолжать даже несмотря на развившуюся резистентность. С другой стороны, при развитии устойчивости Escherichia coli к одному из бактериофагов семейства Drexlerviridae появляются мутанты, обладающие повышенной устойчивостью к тетрациклину за счет изменений в структуре липополисахаридов.

## Фаготерапия в России

### Применение промышленных фаговых коктейлей
По состоянию на октябрь 2024 года, в Российской Федерации было зарегистрировано 14 лекарственных препаратов на основе бактериофагов производства НПО «Микроген». В это число входили жидкие лекарственные формы и таблетированные препараты с кислотоустойчивой оболочкой. На низком уровне убедительности, применение бактериофагов рекомендовано при лечении острого синусита и сальмонеллёза у взрослых. Эффективность препарата Стафилофаг для комбинированного с антибиотиками лечения перипротезной инфекции была показана в нерандомизированном проспективном открытом исследовании с историческим контролем. Проспективное рандомизированное сравнительное клиническое исследование показало эффективность препарата Пиобактериофаг комплексный при лечении гнойно-некротических ран, инфицированных чувствительными к препарату бактериями. В Санкт-Петербурге препарат Секстафаг был успешно использован для купирования внутрибольничной вспышки инфекции, вызванной Klebsiella pneumoniae в отделении реанимации новорожденных. В то время как рутинные меры инфекционного контроля, принятые для устранения вспышки, оказались неэффективными, использование фагового препарата позволило на месяц снизить до нуля частоту инфицирования K. pneumoniae в отделении.

### Применение индивидуально подобранных фагов
В марте 2025 года в РФ было девять фаговых фармацевтических субстанций с действующей регистрацией, все — производства НПЦ «Микромир». Лечение бактериофагами, не зарегистрированными в качестве лекарственных средств, осуществляется в рамках научных исследований, проводимых различными центрами. Как правило, оно проводится при отсутствии альтернатив, — выявлении полирезистентного к антибиотикам возбудителя.
Клинические испытания бактериофагов, проведённые в 2012—2018 годах в Новосибирске на базе НУЗ «Дорожная клиническая больница» и Центра новых медицинских технологий, позволили сформулировать требования к фаговой «терапии милосердия» при синдроме диабетической стопы. Критериями для назначения терапии являются наличие бактериальной инфекции, однозначные показания к плановой ампутации и плохой ответ на проведённую ранее антибактериальную терапию, включая антибиотикотерапию. При назначении фаговых препаратов требуется получение письменного информированного согласия пациента. Такие коллекционные штаммы облигатно вирулентных фагов не должны содержать последовательностей, кодирующих токсины, что определяется полногеномным секвенированием. Бактериофаги, наносимые на очаги некроза при синдроме диабетической стопы, должны иметь титр от 107 до 1010 бляшкообразующих единиц на миллилитр. Если бактериофаг имеет недостаточно высокий титр, препарат готовится заново.

## Фаготерапия в других странах
В Бельгии, Франции и Португалии врачи могут назначать экстемпоральные препараты, собранные в больничных аптеках из отдельных бактериофагов, качество и безопасность которых контролируются независимыми лабораториями, например, Бельгийским научным институтом общественного здравоохранения.
В США фаговая терапия осуществляется посредством подачи заявки на исследование нового препарата для одного пациента (SPIND) в FDA, в рамках программы расширенного доступа к экспериментальным лекарствам eaIND. FDA рассматривает клинические показания, протокол фаготерапии, производство фагов и предлагаемую форму согласия. Пациенты, получающие такое лечение, не могут быть кандидатами на включение в существующие клинические испытания, что увеличивает число клинических испытаний в области фаготерапии. Требуется одобрение Институционального наблюдательного совета или его отказ от рассмотрения заявки.

## Научные исследования
Считается, что эффективность и безопасность антимикробной терапии природными бактериофагами в целом доказана. Клинические испытания показали, что фаг эффективен, когда нужное количество нужного бактериофага (или бактериофагов) доставляется в нужное место для очистки очага инфекции, содержащего достаточное число чувствительных бактериальных клеток. Однако в опубликованных к 2022 году клинических исследованиях эта совокупность факторов не была согласована. В частности, неудовлетворительные или непредсказуемые результаты были получены при введении фаговых препаратов без учета их фармакокинетики и фармакодинамики. В связи с этим, некоторые авторы рекомендуют прогнозировать эффективность лечения с помощью предварительного расчёта фармакодинамических параметров. Важными причинами неудовлетворительных результатов ранних клинических испытаний также называют использование препаратов с фиксированной рецептурой и пренебрежение как высокой специфичностью бактериофагов, так и коэволюцией вирусов и бактерий, выражающейся в развитии фагорезистентности и в адаптации вирусов к микроорганизмам. Большое значение для результатов клинического испытания может иметь падение титра фагового препарата во время хранения. Существующие рекомендации по описанию доклинических исследований в области фаготерапии нацелены на облегчение трансляции результатов в клиническую практику и обеспечение воспроизводимости экспериментов. Среди большого количества параметров и факторов, которые следует учитывать, упоминаются титр и стабильность фагового препарата. Высказано мнение о том, что исследования в области фаготерапии должны перейти от вопроса о принципиальной жизнеспособности концепции к вопросу о том, как фаготерапия работает в различных условиях. Целесообразны поиск оптимальных дозировок, путей и режима введения препаратов, подходов к выбору терапевтических фагов, контроль фагорезистентности, параметров фармакокинетики и фармакодинамики, иммунного ответа. С июня 2024 года комитет EUCAST разрабатывает руководство по тестированию фаговой активности.